# Katja Abel
Katja Abel (Berlim, 8 de abril de 1983) é uma ginasta alemã que compete em provas de ginástica artística. 
Katja fez parte da equipe que disputou os Jogos Olímpicos de Pequim, em 2008, China.

## Carreira
Filha de Irene Abel, a ginasta alemã que competiu nos Jogos Olímpicos de Munique, Katja começou na ginástica ainda criança, aos cinco anos de idade, sob influência da mãe. Começou a treinar no SC Berlin e obteve seus bons primeiros resultados ainda como júnior. Em 1998, aos quinze anos, Katja conquistou o título geral no Campeonato Nacional Alemão Júnior, qualificando-se a integrar a  seleção alemã para as disputas dos europeus. Ficando fora das competições por quase um ano, Katja voltou a treinar em 1999.
Em 2000, a atleta não conseguiu participar do Campeonato Europeu, em maio. Na sequência, conquistou a medalha de ouro na prova do salto na Como Cup, além de tornar-se medalhista de bronze no Campeonato Nacional, agora na categoria sênior. No ano posterior, fez parte da seleção que disputou o Campeonato Mundial de Gante, em 2001, no qual terminou em oitavo na competição por equipes. No ano seguinte, como membro do time que disputou o Mundial de Debrecen, Katja atingiu apenas a 22ª colocação nas barras assimétricas.
No ano posterior, foi novamente campeã no concurso geral, no Nacional Alemão. Durante o Campeonato Mundial de Anaheim, terminou em décimo terceiro lugar por equipes.
Em 2006, no Campeonato Europeu de Vólos, terminou em 20º na trave e décimo sexto no individual geral. No ano posterior, ao diputar o Europeu de Amsterdã, terminou em 20º no evento geral. Na etapa da Copa do Mundo de Buenos Aires foi ouro nas barras assimétricas e prata no salto e no solo.
No início de 2008, participou do Campeonato Europeu de Clermont-Ferrand, no qual terminou no quarto no geral. Em sua primeira participação olímpica, nos Jogos Olímpicos de Pequim, Katja terminou em décimo segundo por equipes, não classificando-se para a final  e na 40ª colocação na concurso geral.

## Principais resultados
| Ano  | Evento                                    | AA              | Equipe | Salto sobre o cavalo | Trave | Barras assimétricas | Solo |
| ---- | ----------------------------------------- | --------------- | ------ | -------------------- | ----- | ------------------- | ---- |
| 2001 | Campeonato Mundial de Ginástica Artística |                 | 8º     |                      |       |                     |      |
| 2002 | Campeonato Mundial de Ginástica Artística |                 |        |                      | 20º   | 21º                 | 22º  |
| 2003 | Campeonato Nacional Alemão                | Medalha de ouro |        |                      |       |                     |      |
| 2003 | Campeonato Mundial de Ginástica Artística | 68º             | 13º    |                      |       |                     |      |
| 2006 | Campeonato Europeu                        | 16º             | 11º    | Medalha de bronze    |       |                     |      |
| 2007 | Campeonato Europeu                        | 20º             |        |                      | 48º   | 11º                 | 30º  |
| 2008 | Campeonato Europeu                        |                 | 7º     | 18º                  | 18º   | 12º                 | 13º  |
| 2008 | Jogos Olímpicos                           | 40º             | 12º    |                      |       |                     |      |